# 大牙北海道獅魚
大牙北海道獅魚，為輻鰭魚綱鮋形目杜父魚亞目獅子魚科的其中一種，分布於西北太平洋區，從日本北海道至俄羅斯堪察加半島西部外海海域，棲息深度120-900公尺，體長可達35.4公分，為深海底棲性魚類，屬肉食性，生活習性不明。